# لينوس
لينوس هو بابا الكنيسة الكاثوليكية وقديس حسب المعتقدات المسيحية، كان ثاني من تولى أسقفية روما حسب قائمة بابوات الكنيسة الكاثوليكية الرسمية بعد بطرس مباشرة، وذلك بين عامي 67 وحتى 76؛ وهو من الشخصيات المذكورة في العهد الجديد ضمن قائمة الأشخاص التي اختارها بطرس.

## وجهات النظر المبكرة حول ترتيبه في خلافة بطرس
أول من قال أن لينوس هو من خلف بطرس، كان المؤرخ الكنسي إيريناوس قرابة عام 180 حين قال: «إن القديس بطرس، وبعد أن أسس وبنى الكنيسة في روما، توجهت إلى أيدي لينوس ليغدو أسقفًا». قاموس أوكسفورد الخاص بالباوات، فسّر قول إيرناوس بأنه لينوس كان هو أول أسقف على روما، فهو «الأول بعد استشهاد بطرس وبولس»، أما عدد آخر من قدماء المؤرخين واللاهوتيين من أمثال يوحنا الذهبي الفم يقول أن لينوس كان أسقف روما الثاني بعد بطرس. الدليل البابوي الذي يصدره الكرسي الرسولي سنويًا يقول أن لينوس هو أول أسقف لروما خلفًا للقديس بطرس مؤسس الكنيسة ورأس التلامذة الاثني عشر. كما يقدم قائمة تجعل من لينوس الثاني بعد بطرس في خط أساقفة روما. هناك من يقول أن بطرس قد عيّن اثنين من الأساقفة لخلافته في وقت واحد هما ولينوس، وذلك لتأدية الخدمة الكهنوتية في المجتمع بدلاً من التكريس للصلاة والوعظ فقط، وكليمنت الأول، والمؤرخ ترتليان يجعل من كليمنت الأول خلفًا مباشرًا للقديس بطرس، غير أن جيروم يقول أن كليمنت الأول هو الأسقف الرابع لروما، وقال أنّ تقليدًا شعبيًا هو من نسب كون كليمنت هو الثاني بعد بطرس. كما أن الدليل البابوي في نسخة المتعاقبة، قد حسم الجدل بكون لينوس هو خليفة بطرس وأن عمادته كانت على يد بولس، ومن ثم خلفه كليمنت الأول الذي عمّد من قبل بطرس. الدليل البابوي يقول أن بداية ونهاية حبريات بابوات القرنين الأول والثاني غير واضحة، فمثلاً أوسابيوس يقول أن لينوس أنهى حبريته في السنة الثانية من حكم الإمبراطور تيتوس أي عام 80، بينما أغلب المؤرخين على رأسهم جيروم مالوا إلى تعيين حبريته بين عامي 67 و76، في حين أن وثائق مختلفة تحدد بدايتها عام 56.
إيريناوس يحدد أيضًا أن لينوس، مذكور في الرسالة الثانية إلى تيموثاوس، وذكر أنه استقى معلوماته من وثائق أقدم لم تعد متوافرة حاليًا.

## حياته
وفقًا للدليل البابوي، فإن لينوس كان إيطاليًا ومن توسكانا، على الرغم من أن اسمه يوناني وهي عادة معروفة تلك الأيام، كما ينصّ أن والده كان هيراكلينوس ووالدته كلوديا، كما نسب في الفصل الرابع من الرسالة الثانية إلى تيموثاوس، ويقول الدليل أنه هو من أصدر مرسومًا بوجوب تغطية المرأة لرأسها داخل الكنائس، وأنه مات شهيدًا ودفن على تلة الفاتيكان قرب بطرس الذي هو اليوم في كاتدرائية القديس بطرس. ويعطى تاريخ موته حسب التقليد في 23 سبتمبر وهو التاريخ الذي لا يزال يحتفل به كعيد له، كما أن اسمه في القداس الروماني الكاثوليكي ضمن التذكارات اليومية. هناك من شكك من المؤرخين الحديثين بكون لينوس قد قتل تحت الاضطهاد، مستدلين على ذلك من كتابات إيريناوس الذي لم يسم من بين جميع أساقفة روما المبكرين سوى تيلسفوروس «شهيدًا مجيدًا». ويذكر أن تقويم أعياد الشهداء الروماني الكاثوليكي، لا يدعو لينوس شهيدًا، وذكر ما يلي: «اليوم في روما، ذكرى القديس لينوس، البابا، الذي وفق لإيريناوس، كان الشخص الذي عهد الرسل إليه رعاية الأسقفية في الكنيسة التي تأسست في المدينة، ومنهم بولس الذي يذكر لينوس ويرتبط معه».
إيريناوس يحدد لينوس مع لينوس المذكورة في 4:21 تيموثاوس 2 منتسبا بولس الرسول. ذكر آخرون من المصادر المذكورة أعلاه أن نقول الشيء نفسه.